# Список наград и номинаций фильма «Побудь в моей шкуре»

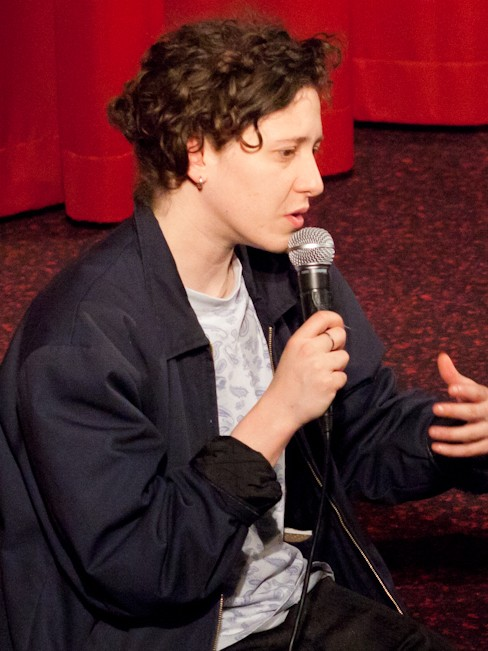
За создание саундтрека к фильму получила множество наград, в числе которых — «Премия Европейской киноакадемии лучшему композитору»

«Побудь в моей шкуре» (англ. Under the Skin) — научно-фантастический фильм 2013 года, снятый Джонатаном Глейзером. Вольная экранизация одноимённого романа 2010 года, написанного Мишелем Фейбером. Фильм получил высокие отзывы от критиков, в особенности хваливших выступление Скарлетт Йоханссон, режиссёрский стиль Глейзера и саундтрек Мики Леви. «Побудь в моей шкуре» признан многими критиками и изданиями одним из лучших фильмов 2014 года и одним из лучших фильмов десятилетия.
Лента получила множество призов, из которых — Golden Schmoe Awards (категория «Самый необычный фильм года») и Премия Лондонской ассоциации кинокритиков (категория «Лучший фильм года»). За создание саундтрека Мике Леви вручили ряд премий, некоторые из них — Премия Европейской киноакадемии, Fangoria Chainsaw Awards, от Ассоциации кинокритиков Чикаго, Международной ассоциации кинокритиков в области музыки и Ассоциации кинокритиков Вашингтона. Скарлетт Йоханссон завоевала приз Альянса женщин-киножурналистов, а также была претенденткой на награды Британского независимого кино, Общества кинокритиков Детройта, Национального общества кинокритиков США и других организаций за лучшую женскую роль, тогда как оператор Дэниел Лэндин за свою работу над проектом снискал награду Международного кинофестиваля в Дублине.

## Награды и номинации
| Награда                                                 | Дата церемонии               | Категория                                                   | Номинанты и получатели           | Результат | Ист.   |
| ------------------------------------------------------- | ---------------------------- | ----------------------------------------------------------- | -------------------------------- | --------- | ------ |
| Альянс женщин-киножурналистов                           | 2014                         | Лучшее изображение наготы, сексуальности или соблазнения    | Скарлетт Йоханссон               | Победа    | [ 12 ] |
| Американское общество кинематографистов                 | 15 февраля 2015              | Премия «Spotlight»                                          | Дэниел Лэндин                    | Номинация | [ 17 ] |
| Американское общество композиторов, авторов и издателей | 9 марта 2015                 | Лучшая музыка к фильму                                      | Мика Леви                        | Номинация | [ 18 ] |
| Лондонский кинофестиваль                                | 2013                         | Лучший фильм                                                | «Побудь в моей шкуре»            | Номинация | [ 19 ] |
| BAFTA                                                   | 8 февраля 2015               | Выдающийся британский фильм года                            | «Побудь в моей шкуре»            | Номинация | [ 20 ] |
| BAFTA                                                   | 8 февраля 2015               | Лучшая музыка к фильму                                      | Мика Леви                        | Номинация | [ 20 ] |
| Премия британского независимого кино                    | 8 декабря 2013               | Лучший режиссёр                                             | Джонатан Глейзер                 | Номинация | [ 13 ] |
| Премия британского независимого кино                    | 8 декабря 2013               | Лучшая женская роль                                         | Скарлетт Йоханссон               | Номинация | [ 13 ] |
| Премия британского независимого кино                    | 8 декабря 2013               | Лучшие технические достижения                               | Джонни Бёрн (саунд-дизайн)       | Номинация | [ 13 ] |
| Премия британского независимого кино                    | 8 декабря 2013               | Лучшие технические достижения                               | Мика Леви (музыка)               | Номинация | [ 13 ] |
| Ассоциация кинокритиков Чикаго                          | 15 декабря 2014              | Лучший фильм                                                | «Побудь в моей шкуре»            | Номинация | [ 21 ] |
| Ассоциация кинокритиков Чикаго                          | 15 декабря 2014              | Лучшая женская роль                                         | Скарлетт Йоханссон               | Номинация | [ 21 ] |
| Ассоциация кинокритиков Чикаго                          | 15 декабря 2014              | Лучший адаптированный сценарий                              | Джонатан Глейзер Уолтер Кэмпбелл | Номинация | [ 21 ] |
| Ассоциация кинокритиков Чикаго                          | 15 декабря 2014              | Лучшая музыка к фильму                                      | Мика Леви                        | Победа    | [ 9 ]  |
| Cinema Eye Honors                                       | 2015                         | Премия «Heterodex»                                          | «Побудь в моей шкуре»            | Номинация | [ 22 ] |
| Выбор критиков                                          | 15 января 2015               | Лучший научно-фантастический/хоррор-фильм                   | «Побудь в моей шкуре»            | Номинация | [ 23 ] |
| Общество кинокритиков Детройта                          | 2015                         | Лучший фильм                                                | «Побудь в моей шкуре»            | Номинация | [ 14 ] |
| Общество кинокритиков Детройта                          | 2015                         | Лучшая режиссура                                            | Джонатан Глейзер                 | Номинация | [ 14 ] |
| Общество кинокритиков Детройта                          | 2015                         | Лучшая женская роль                                         | Скарлетт Йоханссон               | Номинация | [ 14 ] |
| Dorian Awards                                           | 2015                         | Самый яркий фильм года                                      | «Побудь в моей шкуре»            | Номинация | [ 24 ] |
| Премия кинокритиков Дублина                             | 2014                         | Лучший фильм                                                | «Побудь в моей шкуре»            | 2-е место | [ 25 ] |
| Премия кинокритиков Дублина                             | 2014                         | Лучший режиссёр                                             | Джонатан Глейзер                 | 2-е место | [ 25 ] |
| Премия кинокритиков Дублина                             | 2014                         | Лучшая женская роль                                         | Скарлетт Йоханссон               | 2-е место | [ 25 ] |
| Кинопремия журнала Empire                               | 29 марта 2015                | Лучший фильм ужасов                                         | «Побудь в моей шкуре»            | Номинация | [ 26 ] |
| Кинопремия журнала Empire                               | 29 марта 2015                | Лучший британский фильм                                     | «Побудь в моей шкуре»            | Номинация | [ 26 ] |
| Премия Европейской киноакадемии                         | 13 декабря 2014              | Лучший композитор                                           | Мика Леви                        | Победа    | [ 7 ]  |
| Fangoria Chainsaw Awards                                | 2015                         | Лучший фильм ограниченного проката/непосредственно на видео | «Побудь в моей шкуре»            | 2-е место | [ 8 ]  |
| Fangoria Chainsaw Awards                                | 2015                         | Лучшая женская роль                                         | Скарлетт Йоханссон               | 2-е место | [ 8 ]  |
| Fangoria Chainsaw Awards                                | 2015                         | Лучшая музыка к фильму                                      | Мика Леви                        | Победа    | [ 8 ]  |
| Независимый дух                                         | 21 февраля 2015              | Лучший иностранный фильм                                    | «Побудь в моей шкуре»            | Номинация | [ 27 ] |
| Общество кинокритиков Флориды                           | 19 декабря 2014              | Лучшая музыка                                               | Мика Леви                        | Победа    | [ 28 ] |
| Golden Schmoe Awards                                    | 2015                         | Самый необычный фильм года                                  | «Побудь в моей шкуре»            | Победа    | [ 5 ]  |
| Golden Schmoe Awards                                    | 2015                         | Лучшая актриса года                                         | Скарлетт Йоханссон               | 2-е место | [ 5 ]  |
| Golden Schmoe Awards                                    | 2015                         | Самая запоминающаяся сцена в фильме                         | «Побудь в моей шкуре»            | Номинация | [ 5 ]  |
| Готэм                                                   | 1 декабря 2014               | Лучший художественный фильм                                 | «Побудь в моей шкуре»            | Номинация | [ 29 ] |
| Готэм                                                   | 1 декабря 2014               | Лучшая женская роль                                         | Скарлетт Йоханссон               | Номинация | [ 29 ] |
| Кинокритики Indiewire                                   | 15 декабря 2014              | Лучший фильм                                                | «Побудь в моей шкуре»            | 2-е место | [ 30 ] |
| Кинокритики Indiewire                                   | 15 декабря 2014              | Лучший режиссёр                                             | Джонатан Глейзер                 | Номинация | [ 30 ] |
| Кинокритики Indiewire                                   | 15 декабря 2014              | Лучшая исполнительница главной роли                         | Скарлетт Йоханссон               | 2-е место | [ 30 ] |
| Кинокритики Indiewire                                   | 15 декабря 2014              | Лучшая оригинальная композиция или саундтрек                | Мика Леви                        | Победа    | [ 30 ] |
| Кинокритики Indiewire                                   | 15 декабря 2014              | Лучшая операторская работа                                  | Дэниел Лэндин                    | Номинация | [ 30 ] |
| Международная ассоциация кинокритиков в области музыки  | 2015                         | Главный композитор года                                     | Мика Леви                        | Победа    | [ 10 ] |
| Международный кинофестиваль в Дублине                   | 2014                         | Лучшая операторская работа                                  | Дэниел Лэндин                    | Победа    | [ 16 ] |
| Kermode Awards                                          | 2015                         | Лучшая музыка к фильму                                      | Мика Леви                        | Победа    | [ 31 ] |
| Премия Лондонской ассоциации кинокритиков               | 18 января 2015               | Лучший фильм года                                           | «Побудь в моей шкуре»            | Номинация | [ 6 ]  |
| Премия Лондонской ассоциации кинокритиков               | 18 января 2015               | Лучший британский фильм года                                | «Побудь в моей шкуре»            | Победа    | [ 6 ]  |
| Премия Лондонской ассоциации кинокритиков               | 18 января 2015               | Лучшая женская роль года                                    | Скарлетт Йоханссон               | Номинация | [ 6 ]  |
| Премия Лондонской ассоциации кинокритиков               | 18 января 2015               | Лучший режиссёр года                                        | Джонатан Глейзер                 | Номинация | [ 6 ]  |
| Премия Лондонской ассоциации кинокритиков               | 18 января 2015               | Премия за технические достижения (музыка)                   | Мика Леви                        | Победа    | [ 6 ]  |
| Ассоциация кинокритиков Лос-Анджелеса                   | 7 декабря 2014               | Лучшая музыка                                               | Мика Леви                        | Победа    | [ 32 ] |
| Национальное общество кинокритиков США                  | 3 января 2015                | Лучшая женская роль                                         | Скарлетт Йоханссон               | 3-е место | [ 15 ] |
| Нью-Йоркские кинокритики в Интернете                    | 7 декабря 2014               | Топ-10 лучших картин                                        | «Побудь в моей шкуре»            | Победа    | [ 33 ] |
| Общество кинокритиков в Интернете                       | 15 декабря 2014              | Лучший фильм                                                | «Побудь в моей шкуре»            | Номинация | [ 34 ] |
| Общество кинокритиков в Интернете                       | 15 декабря 2014              | Лучшая режиссура                                            | Джонатан Глейзер                 | Номинация | [ 34 ] |
| Общество кинокритиков в Интернете                       | 15 декабря 2014              | Лучший адаптированный сценарий                              | Джонатан Глейзер Уолтер Кэмпбелл | Номинация | [ 34 ] |
| Общество кинокритиков в Интернете                       | 15 декабря 2014              | Лучшая операторская работа                                  | Дэниел Лэндин                    | Номинация | [ 34 ] |
| Общество кинокритиков залива Сан-Франциско              | 14 декабря 2014              | Лучший фильм                                                | «Побудь в моей шкуре»            | Номинация | [ 11 ] |
| Общество кинокритиков залива Сан-Франциско              | 14 декабря 2014              | Лучшая режиссура                                            | Джонатан Глейзер                 | Номинация | [ 11 ] |
| Общество кинокритиков залива Сан-Франциско              | 14 декабря 2014              | Лучшая женская роль                                         | Скарлетт Йоханссон               | Номинация | [ 11 ] |
| Общество кинокритиков залива Сан-Франциско              | 14 декабря 2014              | Лучшая операторская работа                                  | Дэниел Лэндин                    | Номинация | [ 11 ] |
| Общество кинокритиков залива Сан-Франциско              | 14 декабря 2014              | Лучший монтаж                                               | Пол Уоттс                        | Номинация | [ 11 ] |
| South Bank Sky Arts Award                               | 2015                         | Лучший фильм                                                | «Побудь в моей шкуре»            | Номинация | [ 35 ] |
| Ассоциация кинокритиков Сент-Луиса                      | 2014                         | Лучшая работа художника-постановщика                        | Эмер О’Салливан Мартин Макни     | Номинация | [ 11 ] |
| Ассоциация кинокритиков Сент-Луиса                      | 2014                         | Лучшая музыка                                               | Мика Леви                        | Номинация | [ 36 ] |
| Венецианский кинофестиваль                              | 28 августа — 7 сентября 2013 | Золотой лев                                                 | «Побудь в моей шкуре»            | Номинация | [ 37 ] |
| Village Voice Film Poll                                 | 2014                         | Лучший фильм                                                | «Побудь в моей шкуре»            | 2-е место | [ 38 ] |
| Village Voice Film Poll                                 | 2014                         | Лучшая женская роль                                         | Скарлетт Йоханссон               | 2-е место | [ 38 ] |
| Village Voice Film Poll                                 | 2014                         | Лучшая режиссура                                            | Джонатан Глейзер                 | 2-е место | [ 38 ] |
| Ассоциация кинокритиков Вашингтона                      | 8 декабря 2014               | Лучшая женская роль                                         | Скарлетт Йоханссон               | Номинация | [ 39 ] |
| Ассоциация кинокритиков Вашингтона                      | 8 декабря 2014               | Лучшая операторская работа                                  | Дэниел Лэндин                    | Номинация | [ 39 ] |
| Ассоциация кинокритиков Вашингтона                      | 8 декабря 2014               | Лучшая музыка                                               | Мика Леви                        | Победа    | [ 11 ] |